# Jan Antoni Langenhahn (młodszy)
Jan Antoni Langenhahn, Johann Anton Langenhahn, także Langenhan (ur. w grudniu 1737 w Toruniu, zm. 1795 tamże) – rzeźbiarz toruński.
Był synem Jana Antoniego, także rzeźbiarza pracującego w Toruniu, w którego warsztacie od 1751 uczył się tradycyjnego rodzinnego rzemiosła. W 1755 wyzwolił się na czeladnika i rozpoczął wędrówkę czeladniczą, nabywając praktycznych umiejętności głównie w Gdańsku. Do Torunia powrócił dopiero po śmierci ojca, zmarłego w 1757; w 1758 przedstawił świadectwo odbycia praktyki czeladniczej w Gdańsku i został dopuszczony do egzaminu mistrzowskiego, który zdał z powodzeniem 24 października tegoż roku. Wpisany do cechu toruńskiego, niebawem ożenił się z Anną Elizą Schulz.
Nie wiadomo, czy tworzył on samodzielne rzeźby. Przypisuje mu się wykonanie w 1759 ornamentów na ambonie, prospekcie organowym oraz w bocznych emporach w kościele staromiejskim. Przypuszcza się, że mógł stworzyć również figurki króla Dawida i aniołów dmących w puzony.
Langenhahn znał język polski i dzięki temu od 1780 mógł pełnić obowiązki polskiego kantora i dzwonnika w kościele św. Trójcy na toruńskim Nowym Mieście. Od 1793 roku był też nauczycielem rysunku w gimnazjum w Toruniu.
Jan Antoni Langenhahn młodszy zmarł w Toruniu w 1795. Jego syn Jan Gottlieb był w 1787 notowany w aktach cechu toruńskiego jako czeladnik rzeźbiarski.